# Earls Court 1975
Earls Court 1975 са петте концерта (в едноименната зала) на английската рок група Лед Зепелин между 17 и 25 май 1975 г.

## История
Първоначално за концерта са предвидени три дати – 23, 24 и 25 май, но поради големия интерес (билетите за трите вечери са продадени за 4 часа), са добавени 17 и 18 май.
Така общият брой на продадените места достига 85 000. Известният журналист Тони Палмър отбелязва в Обзървър, че дотогава изпълнител или група не са имали такава посещаемост във Великобритания.
Изявите в Ърлс Корт са по-малко от 2 месеца след Северноамериканското турне 1975 г.(1975 North American Tour). Цялата сценична апаратура (40 тона) и осветление са транспортирани от САЩ за петте вечери. Зад сцената е издигнат огромен екран (£ 10 000), излъчващ шоуто – един от първите случаи в Англия с използване на такава технология за рок концерт.. Електрическата мощност, изразходвана за гига, е достатъчна за цял един град Целта на трите дни репетиции е да се отстрани всяка възможност за технически проблеми. Грижата за звука е поверена на Showco.
Промоутър на турнето е Мел Буш. В интервю няколко години по-късно той казва:
| „     | Зепелин бяха най-голямата атракция, която дотогава бях виждал. Искаха да се представят възможно в най-добра светлина. Бях първият промоутър, който ангажираше тази зала, няколко години преди Дейвид Боуи и Слейд. Когато Питър (Грант) беше сигурен за мястото, той се свърза с мен. След като свършихме с организацията се споразумяхме цените на билетите да бъдат в разумни граници – частта от договора, към която той винаги е проявявал разбиране. | “ |
| [ 7 ] | |   |

Като добавка към рекламата за концертите е плакат, на който е изобразен влак с име Зепелин Експрес на British Rail, свързващ залата със страната чрез междуградска линия. Посланието е – въпреки няколкото концерта на едно място, залата е достъпна за фенове отвсякъде. Това е и официалният плакат на гига и едно от най-оригиналните хрумвания за реклама в рок историята. Постерът и дизайнът на концертната програма са дело на Мартин Грейни от Peter Grainey Graphics в Борнмът.
За представянето на групата са ангажирани петима диджеи (за всяка една от датите) – Bob Harris (17 май), Johnnie Walker (18 май), Kid Jensen (23 май), Nicky Horne (24 май) и Alan Freeman (25 май).
Всеки от концертите е с дължина над 3 часа, а последният – 3 часа и 43 минути. До 2003 г. (Led Zeppelin DVD) кадри от тях не са излъчвани публично.

## Критика
Earls Court 1975 се приема за най-добрата продукция от групата на живо и получава отлични отзиви от критиката, включително и от издания като Саундс, Ню Мюзикъл Експрес и Мелъди Мейкър. Години по-късно журналистът Крис Уелч, също част от публиката пише:
| „     | Групата свири с огромен заряд и демонична сила, сред облаци от дим, пробити от зелени лазерни лъчи. Пейдж размахва цигулковия лък по китарните струни, от което звучи зловещ готически вой. По време на концерта Плант се държи свойски с публиката, разказва случки от историята на групата и се впуска в поетични размишления по време на песните. Бандата акцентира на новия Physical Graffiti, като все пак са представени и най-добрите моменти от предишните пет албума. | “ |
| [ 4 ] | |   |

Биографът на групата Дейв Луис допълва:
| „     | Когато Зепелин предприеха тези пет концерта, те бяха на върха на креативната си мощ. Насърчени от критиката и комерсиалния успех на шестия си, двоен, Physical Graffiti, те свиреха на всяко шоу като за последно. Седемнадесет хилядната Ърлс Корт бе луксозния начин, чрез който да се покажат по-бляскави от всякога. През май 1975 г. изнесоха най-впечатляващите представления в историята си. Снимките от шоутата все още се публикуват в списания и книги за групата, интересът към бутлези и официални аудио- и видеозаписи е по-голям от всеки друг оцелял филм за Зепелин. | “ |
| [ 7 ] | |   |

## Сетлист
Сетлистът съдържа възродената акустична част, изпълнявана до края на 1972 г:
- Rock and Roll
- Sick Again
- Over the Hills and Far Away
- In My Time of Dying
- The Song Remains the Same
- The Rain Song
- Kashmir
- No Quarter
- Tangerine
- Going to California
- That's the Way
- Bron-Yr-Aur Stomp
- Trampled Under Foot
- Moby Dick
- Dazed and Confused (включваща Woodstock/San Francisco (Be Sure to Wear Flowers in Your Hair))
- Stairway to Heaven

Бисове
- Whole Lotta Love
- Black Dog

Допълнителни бисове на последното шоу – 25 май:
- Heartbreaker
- Communication Breakdown

## Дати
| Дата   | Държава        | Град   | Място     |
| 17 май | Великобритания | Лондон | Ърлс Корт |
| 18 май | Великобритания | Лондон | Ърлс Корт |
| 23 май | Великобритания | Лондон | Ърлс Корт |
| 24 май | Великобритания | Лондон | Ърлс Корт |
| 25 май | Великобритания | Лондон | Ърлс Корт |